# Mothers of Men (film 1920)
Mothers of Men è un film muto del 1920 prodotto e diretto da Edward José. Aveva come interpreti principali Claire Whitney, Gaston Glass, Lumsden Hare, Martha Mansfield.
La sceneggiatura si basa sull'omonimo romanzo pubblicato a New York nel 1919. Per l'adattamento, si preferì eliminare tutti gli elementi che richiamavano troppo la vicenda guerra.

## Trama
Marie Helmar, una ragazza austriaca rimasta orfana dopo la morte del padre che l'ha lasciata senza mezzi, viene sedotta dal capitano von Pfaffen, un ufficiale prussiano. Sola e senza aiuti, Marie trova rifugio presso i suoi cugini francesi, i de La Motte. Lì, si innamora di Gerome, il figlio maggiore. La sera prima del matrimonio, Marie gli invia una lettera nella quale confessa la sua relazione con l'ufficiale prussiano. La lettera, però, le viene restituita ancora sigillata. Qualche tempo dopo, Marie riconosce in un nuovo domestico lo stesso von Pfaffen, il suo seduttore. L'uomo la ricatta, minacciandola di rivelare il suo passato se lei non consentirà a fare la spia per lui. Non sapendo che fare, Marie trova una soluzione nel fornire al suo persecutore falsi segreti militari, cosa che lo fa cadere in disgrazia presso i suoi superiori. Per vendicarsi della ragazza, von Pfaffen tenta di ucciderla, ma lei, difendendosi, gli spara. Presa dal rimorso, Marie si confida con Gerome. Scopre così che il marito sa già tutto di lei perché, in realtà, aveva letto la sua lettera. Ora i due sono liberi dai ricatti e dalle ombre del passato e Marie annuncia al marito che stanno aspettando un figlio.

## Produzione
Edward José Productions, nuova compagnia indipendente qui al suo primo film, produsse la pellicola per la Film Specials di Joseph M. Schenck. Le riprese vennero effettuate nei Norma Talmadge Studio di New York.

## Distribuzione
Distribuito dalla Republic Distributing Corporation, il film uscì nelle sale cinematografiche statunitensi il 10 marzo 1920. Il copyright del film, richiesto dalla Film Specials, Inc., fu registrato il 15 marzo 1920 con il numero LU14876.
Non si conoscono copie ancora esistenti della pellicola che viene considerata presumibilmente perduta.